# 格曼语
格曼语，又称米教语，是藏缅语族的一种语言，属于格曼语支，主要分布在中国西藏东部和西藏自治区东南部察隅县察隅乡的部分地区。约有7000人使用。格曼人在中国被分为僜人的一支，自称格曼/kɯ31mɑn35/。